# Horacio Elizondo
Horacio Marcelo Elizondo (* 4. November 1963 in Quilmes) ist ein ehemaliger argentinischer Fußballschiedsrichter.
Nach seinem abgeschlossenen Sportstudium begann Elizondo 1992 seine Schiedsrichtertätigkeit in der argentinischen Primera División. Sein internationales Debüt bestritt er am 9. Oktober 1994 beim Länderspiel zwischen Ecuador und Kolumbien. Seitdem war der Sportlehrer unter anderem als Unparteiischer bei der Copa Libertadores 2002 und 2005, der Copa América 1997 und 1999 und den Olympischen Sommerspielen 2004 tätig.
Er gehörte zum Refereeaufgebot bei der Weltmeisterschaft 2006 in Deutschland und leitete neben dem Eröffnungsspiel Deutschland gegen Costa Rica am 9. Juni in München die Spiele Tschechien gegen Ghana, Südkorea gegen Schweiz und das Viertelfinalspiel England gegen Portugal.
Am 9. Juli 2006 leitete er auch das Finale zwischen Italien und Frankreich und war damit der erste Schiedsrichter, der für das Eröffnungs- und das Finalspiel einer Weltmeisterschaft aufgeboten wurde. Zudem ist er der erste Argentinier, der als Schiedsrichter im Finale einer Weltmeisterschaft eingesetzt wurde. In der Verlängerung des Spieles zeigte er dem Franzosen Zinédine Zidane nach einem Kopfstoß gegen Marco Materazzi die rote Karte; dies war der erste Platzverweis, der in der Verlängerung eines WM-Finales ausgesprochen wurde. Elizondo hatte die Tätlichkeit nicht selbst gesehen und erst nach dem Hinweis des vierten Offiziellen Luis Medina Cantalejo Zidane vom Platz gestellt. Kurz nach der Weltmeisterschaft erklärte er seinen Rücktritt als Schiedsrichter.

## Ehrungen
- Weltschiedsrichter des Jahres 2006[1]